# Der Leidensweg Jesu in Curalha
Der Leidensweg Jesu in Curalha (Originaltitel: Acto da Primavera, portugiesisch für: Frühlingsakt) ist ein halbdokumentarischer Spielfilm und Ethnologischer Film des portugiesischen Regisseurs Manoel de Oliveira aus dem Jahr 1963.
Der an der Grenze zur Dokufiktion stehende Film dokumentiert eine Tradition im nordportugiesischen Dorf Curalha, bei dem in einem prozessionsähnlichen Volkstheaterstück der Leidensweg Jesu Christi, die Passion Jesu nachempfunden wird, basierend auf einem Drama namens Auto da Paixão des weitgehend unbekannten portugiesischen Dramatikers Francisco Vaz de Guimarães aus dem 16. Jh. Der Regisseur fügte dem Dokumentarfilm zusätzlich noch eine erzählerische Ebene zu, durch Bildcollagen und durch das Zeigen seines Kamerateams und schauspielerischen Elementen, etwa anhand der Touristen.
Der Film markiert den Beginn des zweiten Abschnitts des Schaffens Manoel de Oliveiras. Er gewann mit ihm in Siena seinen ersten internationalen Filmpreis, wandte sich fortan stärker der internationalen Filmkunstgemeinschaft zu, und wurde mit seiner hier gezeigten, neuen Bildsprache zum Vorläufer des neuen portugiesischen Films. Damit kann der Film als Wendepunkt im Schaffen Oliveiras und damit als Ausgangspunkt seiner späteren Karriere als großer europäischer Autorenfilmer gelten.

## Handlung
Ein Filmteam um Regisseur Manoel de Oliveira filmt die traditionelle Passion Jesu im Dorf Curalha, die die Dorfbewohner mit großem Eifer vorbereiten und dann aufführen. Touristen aus der Stadt schauen zufällig zu oder kommen gezielt her, mit unterschiedlichen Reaktionen auf das archaische Schauspiel der Landbewohner.
Der Zuschauer bekommt an manchen Stellen statt der Bilder der laufenden Aufführung Nachrichtenbilder von Kriegen zu sehen, insbesondere am Ende, wo die Bilder vom wiederauferstehenden Jesu mit Bildern von Atombombenexplosionen und Kriegen kombiniert werden.

## Produktion und Rezeption
Der Film wurde 1961 im Dorf Curalha (Landkreis Chaves) gedreht, in dem Regisseur Manoel de Oliveira hier eine traditionelle Bauernpassion für seine Kamera von der Dorfbevölkerung nochmal aufführen ließ. Er hatte 1959 dort O Pão, einen vielschichtigen kurzen Dokumentarfilm über die traditionelle Herstellung des dortigen Brotes gedreht und dabei die jährliche volkstümliche Aufführung gesehen. Unter dem Eindruck der dort weiterhin lebendigen archaischen Traditionen entschloss er sich, hier einen erneuten Anlauf als Autorenfilmer zu unternehmen, nachdem er mit Aniki Bóbó 1942 gescheitert war. Er erreichte erstmals finanzielle Unterstützung durch die 1948 gegründete portugiesische Filmförderungsanstalt Fundo do Cinema Nacional (heute Instituto do Cinema e do Audiovisual) und stellte ein Team aus jungen Filmschaffenden zusammen, darunter Namen wie Paulo Rocha, António Reis, der hier Regieassistent war, oder auch José Fonseca e Costa, der den Trailer erstellte. Die Arbeit an dem Film beeinflusste die Sichtweise der jungen Filmschaffenden, die danach das Aufkommen eines neuen Portugiesischen Films wesentlich mitprägten. Auf der „Studienwoche zum portugiesischen Novo Cinema“ 1967 in Porto erkannten die bedeutendsten aufstrebenden Filmschaffenden den Film als Vorläufer ihrer Bewegung und Manoel de Oliveira als ihr Aushängeschild an. Der Film beeinflusste mit seiner neuen Ästhetik die kommenden portugiesischen Filme nachhaltig und markierte einen tiefgreifenden Wendepunkt für den portugiesischen Dokumentarfilm.
In Frankreich kam das Werk am 10. April 1963 in die Kinos, in Portugal feierte der Film am 2. Oktober 1963 im Lissabonner Cinema Império Premiere. Er lief danach auch auf internationalen Filmfestivals, mit einer Auszeichnung in Siena. In den folgenden Zeiten sollte er immer wieder auf weiteren Festivals gezeigt werden, etwa den Filmfestspielen von Venedig (1976), das japanische Takasaki Film Festival (2016) oder das griechische Syros International Film Festival (2018). Am 16. April 2015 kam er in Portugal, in einer neuen Schnittfassung, erneut in die Kinos.
Während die jungen Cineasten sofort beeindruckt waren, lehnte die offizielle Filmkritik, die systemkonform zur Estado-Novo-Diktatur agieren musste, den Film ab und ignorierte ihn weitgehend. Die geheime Staatspolizei PIDE inhaftierte Oliveira nach der Aufführung des Films, auf Grund einiger Dialoge und der als unzulässig empfundenen Anspielung auf den 1961 entbrannten portugiesischen Kolonialkrieg durch die gezeigten zeitgenössischen Kriegsbilder. Mangels eindeutiger Aussagen und ohne zu einer abschließenden Einschätzung zu kommen, ließ die PIDE Oliveira danach ohne Anklage wieder frei. International feierte die Kritik den Film, vor allem in späteren Jahren, für seine damals neuartige Konzeption und seine Schnitt, aber auch für seine Parallelen zu dem erst ein Jahr später erschienen Das 1. Evangelium – Matthäus von Pier Paolo Pasolini. Es wurde ein ethnografischer Film genannt, von dem alle etwas lernen könnten, und ein Vergleich mit Jean Rouch sei nicht zu hoch gegriffen. Jean-Claude Biette nannte ihn einen „christlichen Les maîtres fous“ (gemeint ist Jean Rouchs bekannter Film über ein westafrikanisches Ritual).

„Mischung aus Dokumentation und Fiktion: Ein Passionsspiel, nach einem Text aus dem 16. Jahrhundert, von portugiesischen Bauern aus Curalha dargestellt, wird eingebettet in Szenen aus der Realität, so daß die Figuren der Passionsgeschichte dem Zuschauer zunächst als Personen des alltäglichen Dorflebens begegnen. Die Passion Christi wird dabei aktuellen Hiobsbotschaften über drohende Katastrophen und Gefahren gegenübergestellt.“